# Salah ad-Din (Aleppo)
Salah ad-Din (arab. ‏حي صلاح الدين‎) – dzielnica Aleppo leżąca w obrębie jego centrum. W spisie powszechnym z 2004 roku liczyła 62 932 mieszkańców.